# Даница Ранковић
Даница Ранковић (Ваљево, 13. јануар 1947) је српска мисица, певачица фото модел и манекенка.
На избору за мис у Гранд хотелу је званично проглашена за најлепшу девојку Ваљева 1968. Певачку каријеру започела је 1979. године песмом „У загрљај прими опет мене” певала је на фестивалу, Илиџа. Касније се опробала као фото модел и манекенка.

## Сингл плоче
- (1979) Даница Ранковић — У Загрљај прими опет мене / Отишо је мој вољени драги, Фестивал, Илиџа.